# 隊長 (冰球)

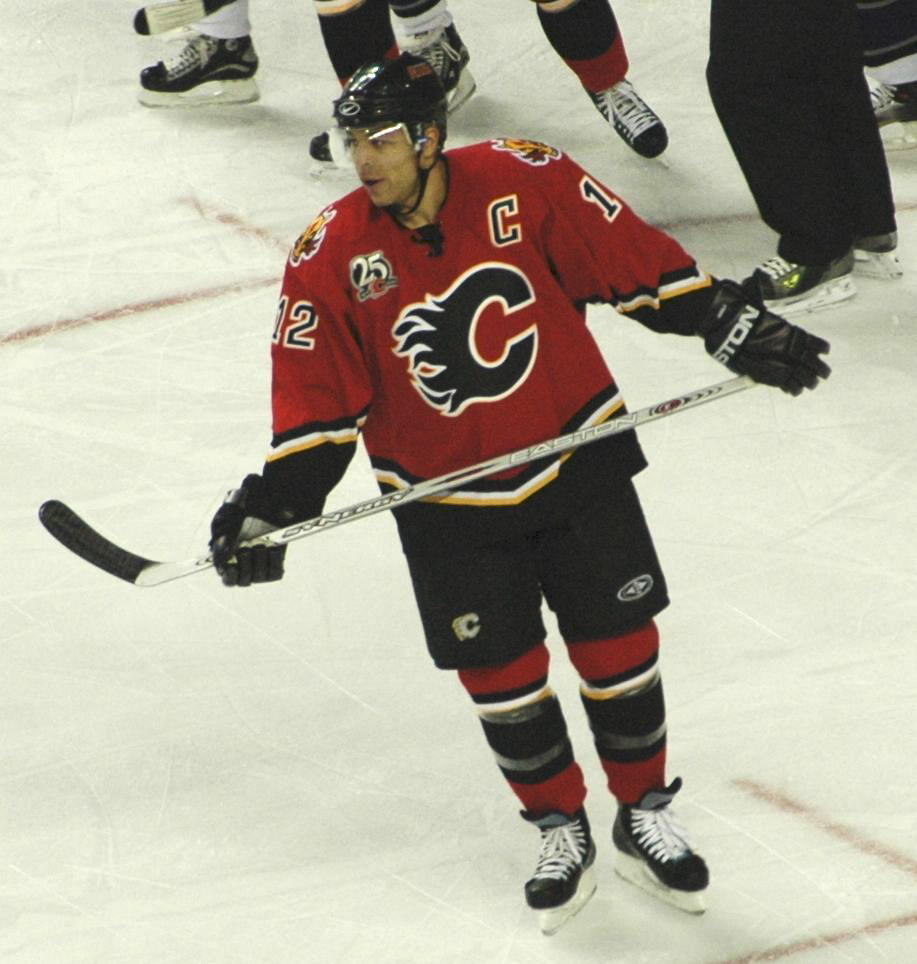
賈羅姆·伊金拉球衣上有一個「C」卡加利火焰隊。

在冰球這項運動中，每隊都會有一個指定的隊長，而隊長的球衣上會有一個「C」。 

## 責任和重要性
根據國家冰上曲棍球聯盟 （NHL）的規則，隊長是唯一的球員被准許與球證討論關於解釋規則。守門員不能被選為隊長或代隊長，因為守門員與球證及教練討論規則後再回到界線這個行為受到邏輯質疑。最後一個擔任隊長的守門員是在1947-1948球季的蒙特婁加拿大人隊的比爾·杜蘭。
雖然規則並不詳細指明隊長和他的隊友之間有其他的分別，但他對球隊有許多責任。隊長是被預期作為更衣室的領導和考慮他是球隊面對公眾的主要代表。隊長亦要代表球員對管理層方面的擔心和有時負責組織球隊的社區工作。
隊長是由球隊的管理層選擇；一些球隊會舉行投票讓球員去選擇球隊的隊長。隊長通常是經驗豐富的球員，但有時比較年輕的球員亦會被任命為隊長。選拔過程是要能看到該球員能被看作為球隊的重心，和一個可能影響球隊的（和最近被選擇的隊長的）表現。
「C」是冰球其中的一個重要部份，肩負著重大的名譽上的責任去提供領導才能和領導其它球員，是球隊和管理層之間相討與冰球有關事情的橋樑，和扮演作為代表隊員面對公眾的代表。
NHL球隊在球季中可以不需要指定同一位球員擔任隊長，然而很多球隊都會這樣做。一些球隊會選擇兩名隊長（例如：水牛城軍刀隊） 或三名（例如：卡加利火焰隊） 隊長。 某些球隊（例如：明尼蘇達荒野隊）而是會進行輪換制。

## 代隊長

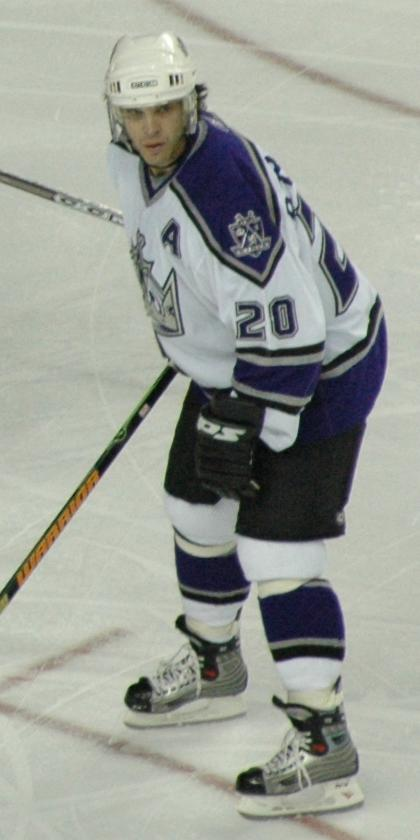
呂克·羅比泰爾，球衣上有一個「A」

球隊亦可以指定代隊長（alternate captains），代隊長有時會被錯誤地指為「副隊長」。代隊長的球衣上會有一個「A」，與隊長的球衣上有一個「C」的方式相似。在NHL，如果球隊指定了隊長，他們也許亦會指定兩名代隊長，或他們也許選擇指定三名代隊長但沒有隊長。 球隊在球季中可以不需要指定同一位球員擔任代隊長，然而球隊通常都會這樣做。國際規則規定「每隊球隊必須指定一名隊長及不多於兩名代隊長」。 當隊長不在冰上進行比賽時，任何在冰上進行比的代隊長應該履行隊長的官方角色，例如與球證溝通。代隊長與隊長一樣具有領導能力。

## 現任隊長名單
- NHL隊長及代隊長列表（英语：List of current NHL captains and alternate captains）
- AHL隊長列表（英语：List of current AHL captains and alternate captains）

## 國際
- 加拿大國家隊隊長列表（英语：List of Canada national ice hockey team captains）